# АЕС Жарновець
Атомна електростанція «Жарновець» (EJŻ) — польська недобудована атомна електростанція, побудована в 1982—1989 роках на місці ліквідованого села Картошино на озері Жарновецьке з центром у Надоле.
Офіційна назва станції було: Elektrownia Jądrowa «Żarnowiec» у процесі ліквідації в Надоле.
Електростанція мала стати першим кроком у реалізації польської ядерної енергетичної програми, яка також включала будівництво атомної електростанції «Варта» в Клемпічі в тодішньому польському воєводстві. Електростанція в Жарновці мала складатися з чотирьох енергоблоків з реакторами ВВЕР-440 загальною потужністю приблизно 1600 МВт.
Зміна економічних умов у Польщі після 1989 р., а також тривалі протести активістів і мешканців, негативне сприйняття (зокрема опозиція проти будівництва 86,1% мешканців воєводства, які взяли участь у референдумі) частини суспільства, що особливо посилилося після Чорнобильської катастрофи, призвело до того, що будівництво було припинено, а електростанцію не збудовано.
У 2011 році PGE разом із двома іншими містами (Ґонськи та Хочево) обрала Жарновець як місце для будівництва першої польської атомної електростанції, яка має бути збудована до 2020 року. Урядове дослідження 2014 року передбачало відкриття першої польської атомної електростанції у 2024 році. На початку 2015 року міністр казначейства оцінив цю дату як 2027 рік.

## Припущення
Вибір місця був наслідком багаторічних гідрологічних, гідрохімічних, сейсмічних, метеорологічних та демографічних досліджень щодо місця будівництва першої атомної електростанції в Польщі.
Електростанція, яка мала займати площу 70 га (з будівельними та допоміжними спорудами 425 га), мала складатися з чотирьох блоків, обладнаних:
- Реактор ВВЕР-440 електричною потужністю 440 МВт, розроблені в СРСР і виготовлені на заводі Škoda в Чехословаччині,
- турбоагрегати типу 4K-465 виробництва заводу Zamech в Ельблонгу,
- Генератори GTHW-600 виробництва Dolmel з Вроцлава.

ВВЕР-440 був радянським варіантом реактора типу PWR, що використовувався в усьому світі, який використовує звичайну воду під тиском як теплоносій, сповільнювач і відбивач, на відміну від реакторів РБМК з графітовим сповільнювачем, які використовувалися лише в СРСР, а також у Чорнобилі. Модель В-213 реактора ВВЕР, що відноситься до реакторів другого покоління, планувалося запустити в Жарновці.

## Хронологія підготовчого процесу

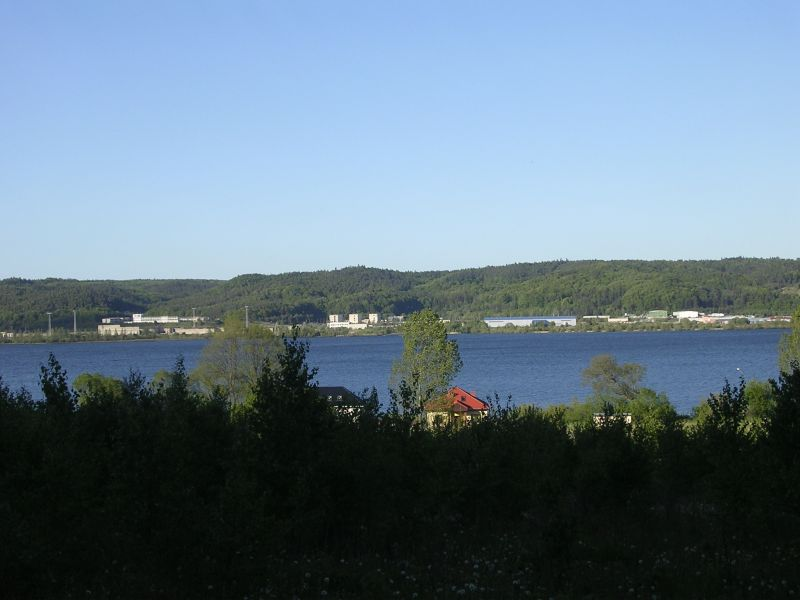
Вид на будівлі електростанції Жарновець (нині PSSE) з Nadole

- 12 серпня 1971 року – Уряд ухвалив рішення про будівництво атомної електростанції [9]
- 19 грудня 1972 р. – Планова комісія при Уряд Польщі визначив місце розташування першої польської атомної електростанції в селі Картошино. Незабаром після цього була відкрита радіометеорологічна станція, яка проводила кліматичні та геологічні дослідження та моделювання забруднення в безпосередній близькості від електростанції.
- 18 січня 1982 року Рада Міністрів прийняла постанову про будівництво Жарновецької атомної електростанції.
- 31 березня 1982 р. – будівельний майданчик передано генеральному підряднику, яким виступив Energoblok -Wybrzeże; Незабаром почалися роботи і почалося переселення жителів села Картошино
- 31 грудня 1983 р. – Рада Міністрів прийняла постанову № 206 про плановий термін введення в експлуатацію блоків: № 1 (грудень 1990 р.) і № 2 (грудень 1991 р.).
- 10 квітня 1986 р. – Сейм ухвалив Закон про атомну енергію в Польщі – перший акт такого рангу в польському законодавстві, що регулює діяльність, пов’язану з використанням ядерної енергії.
- 26 квітня 1986 року сталася Чорнобильська катастрофа, внаслідок якої різко зросла хвиля протестів проти будівництва АЕС.
- 2 грудня 1989 р. – Уряд Тадеуша Мазовецького вирішив призупинити будівництво на один рік з метою збору даних і висновків, необхідних для вирішення подальшої долі будівництва.
- 27 травня 1990 р. – у Гданському воєводстві відбувся місцевий референдум ; при явці 44,3% тих, хто має право голосу, проти будівництва проголосували 86,1%, за будівництво електростанції – 13,9%.
- 17 грудня 1990 р. – Рада міністрів прийняла постанову № 204 про ліквідацію «Атомної електростанції, що будується в Жарновеці»; датою ліквідації визначено 31.12.1992р.
- 13 січня 2009 р. – Уряд Польщі вирішив розпочати роботу над новою Польською програмою ядерної енергетики[10].
- Липень 2009 р. – Представник з питань ядерної енергетики – Ганна Трояновська оголошує, що Жарновець має перевагу перед іншими запланованими місцями для будівництва нової атомної електростанції[11].
- 16 березня 2010 р. – Жарновець переміг у рейтингу місць для будівництва атомної електростанції. Його запланована вартість становила приблизно 10 млрд євро, а завершення будівництва заплановане на 2020 рік[12].

## Протести
З самого початку плани будівництва зустріли опір частини суспільства, особливо населення, яке проживає в околицях самої електростанції. Однак у політичних умовах ПНР вони не могли набувати надто різких форм і зводилися переважно до складання списків протесту, які надсилалися владі, та збору інформації щодо потенційних екологічних наслідків будівництва.
Протести активізувалися лише після Чорнобильської катастрофи 1986 року. Найактивнішими учасниками протестів були організації активістів, і серед них, насамперед:
- Францисканський екологічний рух (FRE), який з 1986 по 1988 рік організував серію лекцій про потенційні загрози для будівництва електростанції, серію міні-конференцій у Гданському науковому товаристві, а потім активно долучився до протестів; найвідомішими активістами цього руху були: Єжи Яшковський, Владислав Добровольський і Томаш Бурек.
- Гданський екологічний форум, який поставив собі за одну з головних цілей запобігання розвитку ядерної енергетики в Польщі та був головним організатором громадських протестів, що тривали з 1988 року, полягаючи в організації демонстрацій перед будівельними воротами, розповсюдженні листівок у Тримісто, надсилаючи сотні листів владі.
- загальнонаціональними організаціями, серед яких: Рух Свобода та Мир (РМС) та «Я віддаю перевагу бути», які застосували найжорсткіші форми протесту у вигляді численних акцій перекриття доріг спільно з місцевим населенням та 63-денного голодування. Серед противників будівництва електростанції також було багато людей, відомих із газетних заголовків, у т.ч Лех Валенса та Кшиштоф Скіба. Протестувальники також посилалися на негативну оцінку безпеки запуску АЕС співробітниками Національного агентства з атомної енергії Анджеєм Верушом і Мірославом Даковським.

## Закриття будівництва

### Підстави
За словами міністра промисловості з уряду Тадеуша Мазовецького Тадеуша Сірийчика, на рішення про припинення будівництва Жарновецької атомної електростанції вплинули такі фактори:

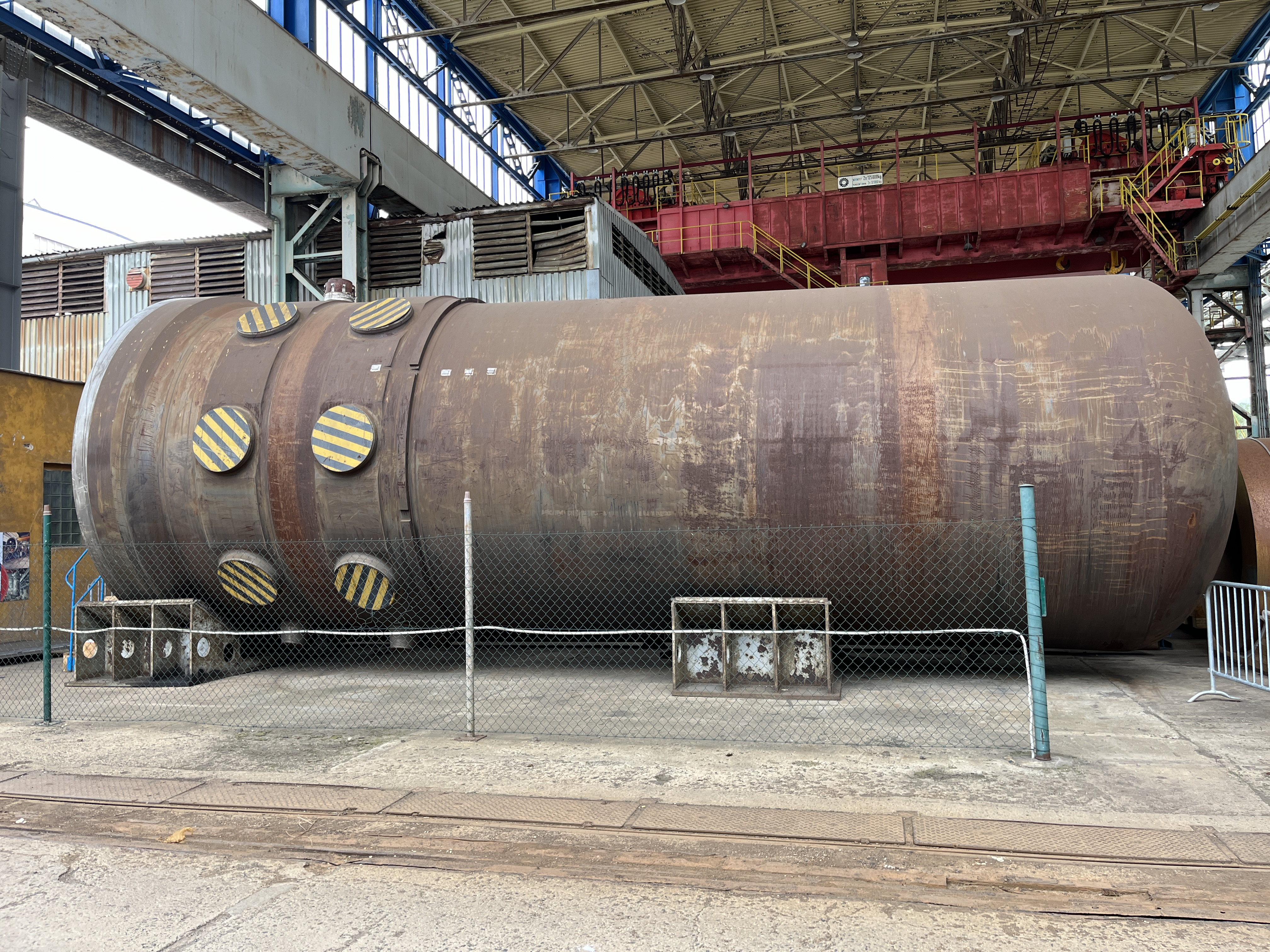
Один із реакторів у Пльзені у 2023 році

1. Один із реакторів у Пльзені у 2023 роцірезервування внутрішнього енергетичного балансу
2. сумнівна рентабельність порівняно зі звичайними електростанціями
3. неоднозначність питання безпеки – незалежно від негативного ставлення громадської думки до будівництва

Одним із висновків Сірийчика було:
АЕС є непотрібною інвестицією для польської енергетичної системи на горизонті 10-20 років, тим більше немає впевненості, що атомна енергетика буде потрібна.
Після внесення рекомендації міністра Сірийчика 4 вересня 1990 року Рада міністрів ухвалила рішення про відмову від будівництва АЕС.

### Наслідки

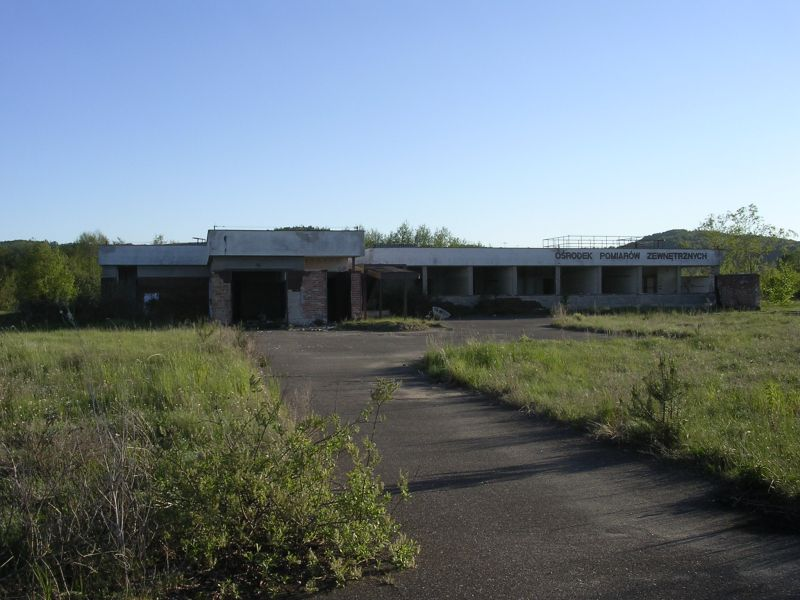
Зруйнований центр зовнішніх вимірювань

Після закриття будівництва тисячі дорогих приладів, призначених для встановлення на електростанції, миттєво стали непридатними. Один із чотирьох реакторів був знятий на металобрухт. Один із реакторів, що залишився, за символічну суму закупила у Польщі АЕС Ловійса. Другий зараз знаходиться в навчальному центрі атомної електростанції Пакш в Угорщині. Останній із реакторів зберігається в Пльзені на підприємстві Škoda JS, звідки він походить.

## Після закриття будівництва

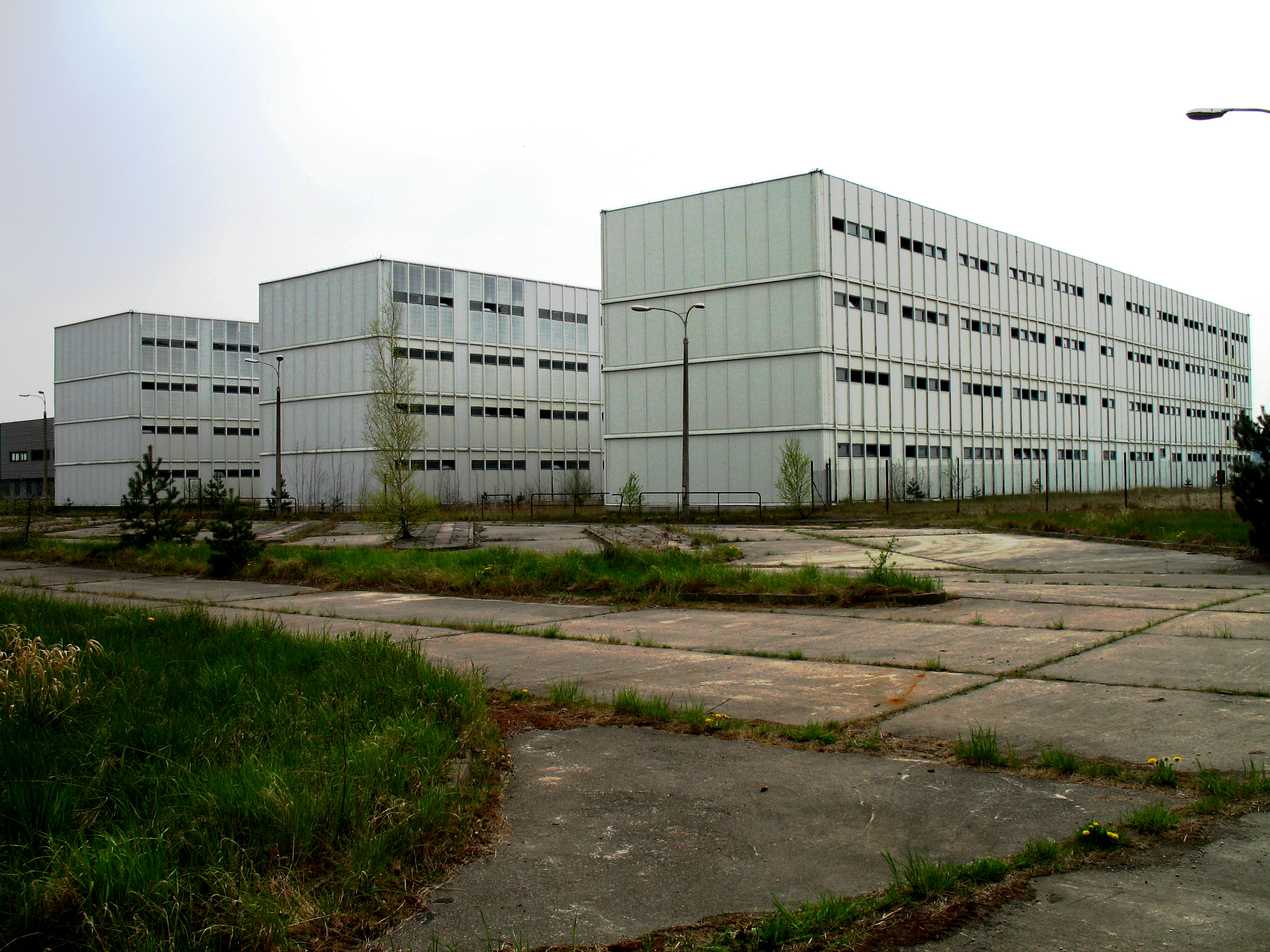
Гардеробні

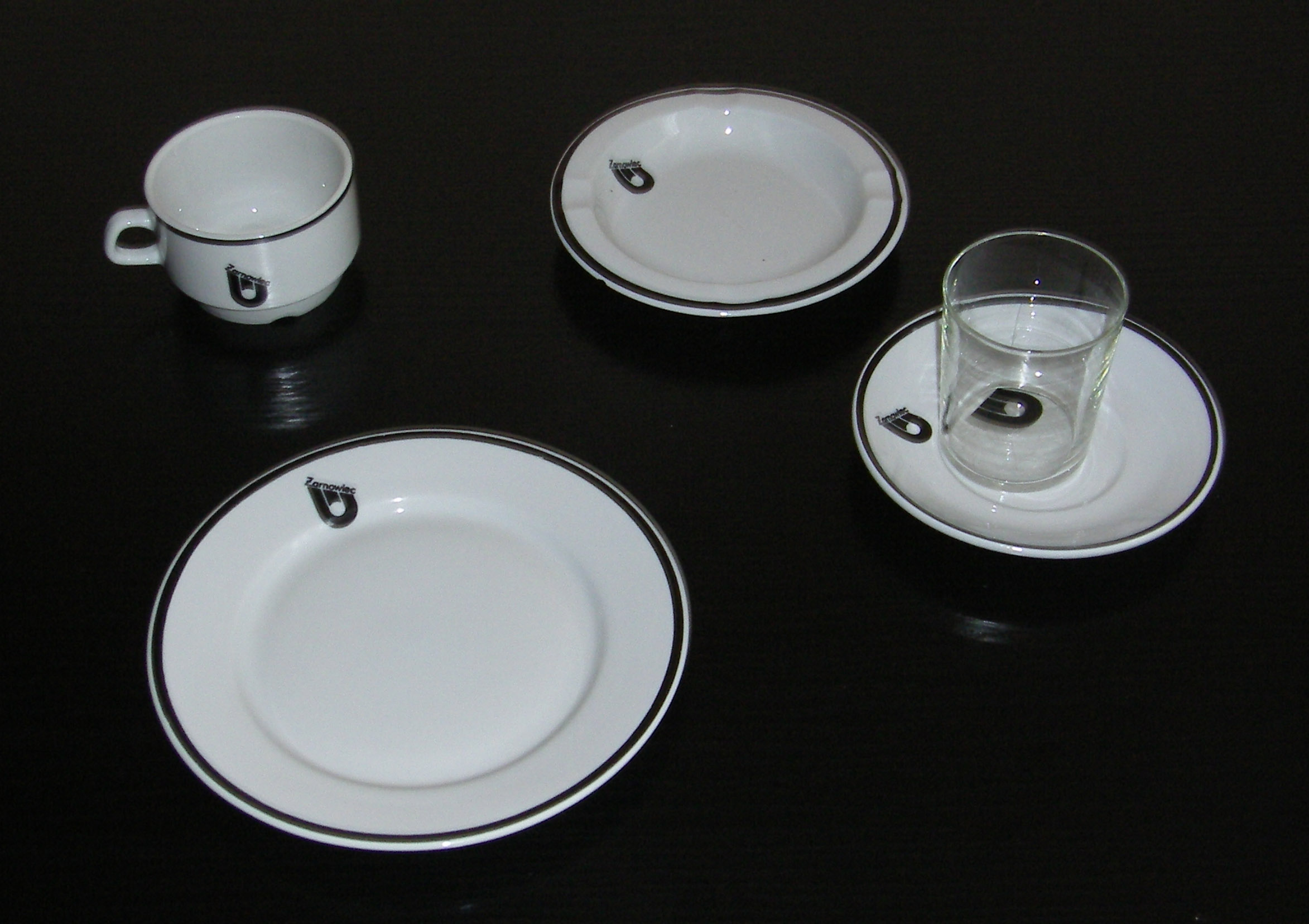
Частина посуду з логотипом електростанції

В результаті використання так званої відкритої системи охолодження, після введення електростанції в експлуатацію температура води в озері Жарновецьке підвищиться в середньому на 10 °C. У сильні морози вона трималася б на рівні кількох градусів вище нуля. Тому, щоб запобігти надмірному розростанню флори, було заплановано змінити екосистему озера, заселивши його теплолюбними видами, наприклад, травоїдним білим амуром. Для цього було дозволено масовий вилов хижих видів, які могли загрожувати травоїдним. Після завершення будівництва регламент не змінювався, що сприяло практично повному знищенню фауни озера. Наслідком роботи ГАЕС є коливання рівня води в озері, внаслідок чого на його берегах спостерігається ерозія ґрунту.
Після калінінградського землетрусу 2004 року сейсмічна безпека північної Польщі була поставлена під сумнів.
Одним із слідів EJŻ є спеціальний посуд із логотипом електростанції виробництва Zakłady "Lubiana" .